# Patrik Lörtscher
Patrik Lörtscher (ur. 19 marca 1960) – szwajcarski curler. Złoty medalista olimpijski i wielokrotny medalista mistrzostw świata; zdobył również medale mistrzostw Europy.

## Osiągnięcia

### Igrzyska olimpijskie
W 1998 roku w Nagano zdobył złoty medal, razem z Patrickiem Hürlimannem, Dominikiem Andresem, Danielem Müllerem i Diego Perrenem. Lörtscher był najstarszym członkiem drużyny.

### Mistrzostwa świata
W latach 1980–2002 dziewięciokrotnie brał udział w mistrzostwach świata w curlingu, w 1981 jego drużyna zajęła 1. miejsce.

### Mistrzostwa Europy
Sześciokrotnie brał udział w mistrzostwach Europy w curlingu, w latach 1978 i 1981 jego drużyna zajęła 1. miejsce.